# Паттинсон, Поппи
Поппи Оливия Паттинсон (англ. Poppy Olivia Pattinson; род. 30 апреля 2000, Хоутон-ле-Спринг, Англия, Великобритания) — английская футболистка, правый защитник клуба «Брайтон энд Хоув Альбион» и сборной Англии до 23 лет.

## Клубная карьера

### Молодёжная карьера
Паттинсон начала свою юношескую карьеру в Академии для девочек клуба «Сандерленд», где она играла с 8 до 13 лет. В 2013 году Паттинсон перешла в академию «Мидлсбро».

### «Сандерленд»
В 2015 году Паттинсон вернулась в «Сандерленд». Она сыграла два матча за клуб в Суперлиге во время весенней серии 2017 года.

### «Манчестер Сити»
В преддверии сезона 2017/18 Паттинсон подписала контракт с «Манчестер Сити». 20 августа 2017 года она сыграла за основную команду в предсезонном товарищеском матче против немецкого клуба «Айнтрахт». 6 декабря Паттинсон вышла на замену в матче групповой стадии Кубка лиги против «Донкастер Роверс» (3:2).

### «Бристоль Сити»
В августе 2018 года Паттинсон подписала контракт с «Бристоль Сити». Под руководством нового тренера, Тани Окстоби, она стала неотъемлемой частью команды, участвуя во всех матчах Суперлиги, кроме одной, а «Бристоль» финишировал шестым. Из-за травмы стопы Паттинсон пропустила первую половину сезона 2019/20 и вернулась в команду только в декабре, когда команда боролась внизу таблицы. Она провела в клубе два сезона, решив уйти после истечения срока её контракта в июне 2020 года, несмотря на то, что клуб предлагал продлить контракт.

### «Эвертон»
7 июля 2020 года было объявлено, что Паттинсон подписала двухлетний контракт с «Эвертоном». Она покинула клуб по окончании контракта в июне 2022 года.

### «Брайтон энд Хоув Альбион»
13 июля 2022 года Паттинсон подписала двухлетний контракт с «Брайтон энд Хоув Альбионом». Свой первый гол за клуб она забила 19 марта 2023 года в победном матче Кубка Англии (2:0) против «Бирмингем Сити».

## Карьера за сборную
Паттинсон представляла Англию на различных молодёжных уровнях.
В 2017 году Паттинсон входила в состав команды, которая участвовала на чемпионате Европы среди девушек до 17 лет в Чехии. Она забила первый гол сборной Англии на турнире, на 9-й минуте в победной игре против Ирландии (5:0). В 2017 году Паттинсон была в составе команды, которая прошла квалификацию чемпионата Европы среди девушек до 19 лет, но уступила Германии в элитном раунде. Однако в следующем году команде удалось пройти квалификацию, а Паттинсон сыграла в пяти матчах.
1 июня 2019 года Паттинсон была вызвана в сборную до 21 года на Открытый турнир северных стран до 23 лет, где сыграла в матче против Нидерландов (4:1). В марте 2020 года она снова выступала за молодёжную сборную, проведя двойной товарищеский матч против Франции, в котором Англия выиграла оба матча .
Паттинсон была включен в состав сборной до 23 лет на выездные товарищеские игры с Португалией и Бельгией в апреле 2023 года, а также гостевой с Норвегией и домашний с Бельгией в сентябре 2023 года. В октябре 2023 года сыграла на выезде с Италией, в котором отметилась забитым голом, и дома с Португалией. Она снова была включена в состав сборной на матчи в декабре 2023 года и феврале 2024 года.

## Статистика

### Клубная
.
| Клуб                     | Сезон      | Лига       | Лига  | Лига | Кубок | Кубок | Кубок лиги | Кубок лиги | Итог  | Итог |
| Клуб                     | Сезон      | Дивизион   | Матчи | Голы | Матчи | Голы  | Матчи      | Голы       | Матчи | Голы |
| ------------------------ | ---------- | ---------- | ----- | ---- | ----- | ----- | ---------- | ---------- | ----- | ---- |
| Сандерленд               | 2017       | Суперлига  | 2     | 0    | 0     | 0     | 0          | 0          | 2     | 0    |
| Манчестер Сити           | 2017/18    | Суперлига  | 0     | 0    | 0     | 0     | 0          | 0          | 0     | 0    |
| Бристоль Сити            | 2018/19    | Суперлига  | 19    | 0    | 1     | 0     | 5          | 0          | 25    | 0    |
| Бристоль Сити            | 2019/20    | Суперлига  | 6     | 0    | 2     | 0     | 0          | 0          | 8     | 0    |
| Бристоль Сити            | Итог       | Итог       | 25    | 0    | 3     | 0     | 5          | 0          | 33    | 0    |
| Эвертон                  | 2020/21    | Суперлига  | 11    | 0    | 2     | 1     | 3          | 0          | 16    | 1    |
| Эвертон                  | 2021/22    | Суперлига  | 17    | 0    | 3     | 0     | 3          | 0          | 23    | 0    |
| Эвертон                  | Итог       | Итог       | 28    | 0    | 5     | 1     | 6          | 0          | 39    | 1    |
| Брайтон энд Хоув Альбион | 2022/23    | Суперлига  | 21    | 0    | 4     | 1     | 3          | 0          | 28    | 0    |
| Брайтон энд Хоув Альбион | 2023/24    | Суперлига  | 16    | 0    | 2     | 0     | 3          | 0          | 21    | 0    |
| Брайтон энд Хоув Альбион | 2024/25    | 12         | 0     | 2    | 0     | 4     | 0          | 17         | 0     |      |
| Итог                     | Итог       | 49         | 0     | 7    | 1     | 10    | 0          | 66         | 1     |      |
| Общий итог               | Общий итог | Общий итог | 104   | 0    | 15    | 2     | 21         | 0          | 140   | 2    |